# 米拉瓦勒卡巴代斯
米拉瓦勒卡巴代斯（法語：Miraval-Cabardès，法語發音：[miʁaval kabaʁdɛs] ⓘ）是法国奥德省的一个市镇，属于卡尔卡松区。

## 地理
米拉瓦勒卡巴代斯（43°22'56"N, 2°20'46"E）面积12.16 平方千米，位于法国奧克西塔尼大區奥德省，该省份为法国南部沿海省份，北起塔恩省，西北接上加龙省，西接阿列日省，南至东比利牛斯省，东临地中海，东北与埃罗省接壤。
与米拉瓦勒卡巴代斯接壤的市镇（或旧市镇、城区）包括：科德布龙德、莱西耶、莱马尔蒂、马斯卡巴代斯、拉图雷特卡巴代斯、维拉尼耶尔。

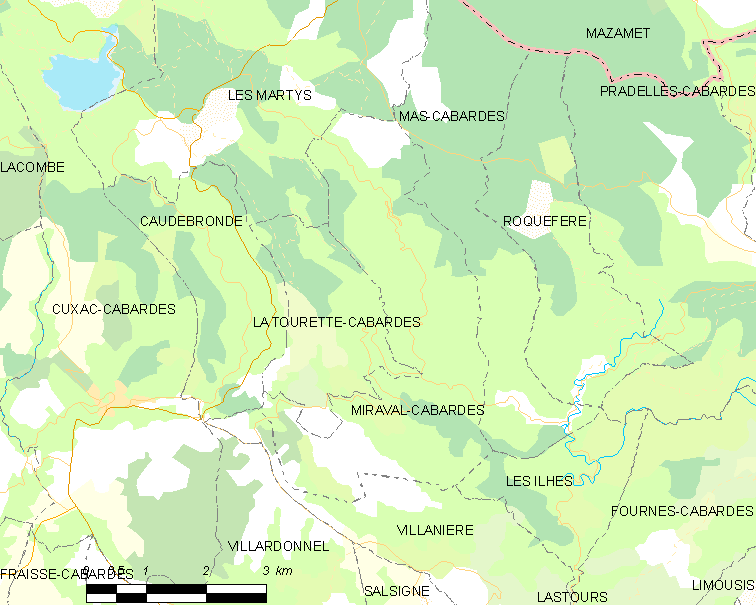
米拉瓦勒卡巴代斯的OSM定位图

米拉瓦勒卡巴代斯的时区为UTC+01:00、UTC+02:00（夏令时）。

## 行政
米拉瓦勒卡巴代斯的邮政编码为11380，INSEE市镇编码为11232。

## 政治
米拉瓦勒卡巴代斯所属的省级选区为奥尔比耶勒河谷县。

## 人口

1962-2008年间米拉瓦勒卡巴代斯人口变化图示

米拉瓦勒卡巴代斯于2022年1月1日时的人口数量为55人。